# Iwano-Frankiwski Narodowy Techniczny Uniwersytet Nafty i Gazu
Iwano-Frankiwski Narodowy Techniczny Uniwersytet Nafty i Gazu (IFNTUNiG) (ukr. - Івано-Франківський національний технічний університет нафти і газу, ІФНТУНГ), wyższa szkoła techniczna w Iwano-Frankiwsku. Została założona w 1967 roku jako Iwano-Frankiwski Instytut Nafty i Gazu. Od 1994 roku — uniwersytet techniczny.

## Struktura
Wydziały (ukr. - Факультети)
- Wydział automatyzacji oraz nauk komputerowych (FАKN);
- Wydział elektryfikacji oraz technologii informatyczno-obliczeniowych (FEIWT);
- Wydział ekonomiki i przedsiębiorstwa (FEP);
- Wydział rurociagów naftowych i gazowych (FNGP);
- Wydział zarządzania oraz działalności informacyjnej (FUID);
- Wydział zarządzania ekonomicznego rozwoju branżowego i regionalnego (FUGRER);
- Wydział architektury zespołów turystycznych (FATK);
- Wydział przemysłu gazowego i naftowego (GNPF);
- Wydział poszukiwań geologicznych (GRF);
- Wydział inżynierii ekologicznej (IEF);
- Wydział mechaniczny (MF);
- Wydział mechaniczno-technologiczny (MTF);
- Wydział kształcenia zaocznego oraz na odległość (FZDN);
- Wydział kształcenia studentów zagranicznych (FNIS);
- Wydział przygotowania na studia wyższe (FDP);

Instytuty:
- Instytut przygotowania fundamentalnego (IFP);
- Instytut przygotowania humanitarnego (IGP);
- Instytut kształcenia podyplomowego (IPO);

Instytuty badań naukowych:
- Instytut badań naukowych technologii naftogazowych (NDINGT);
- Instytut badań naukowych bezpieczeństwa ekologicznego oraz zasobów naturalnych (NDIEBPR);